# Coelichneumon desinatorius
Coelichneumon desinatorius är en stekelart som först beskrevs av Carl Peter Thunberg 1822.  Coelichneumon desinatorius ingår i släktet Coelichneumon och familjen brokparasitsteklar. Arten är reproducerande i Sverige. Inga underarter finns listade i Catalogue of Life.